# Kership
Kership est une coentreprise fondée en 2013 par Piriou et DCNS (renommée Naval Group depuis 2017),.

## Description
Cette entreprise appartient à 55 % à Piriou et à 45 % à Naval Group. Cette entreprise est spécialisée dans la fabrication de navires destinés à l'action de l’État en mer.
En 2016, Kership achète l'entreprise STX Lanester renommé Kership Lorient.

## Contrats
En octobre 2013, l'entreprise remporte le contrat pour construire trois B2M plus un avec option,.
En décembre 2014, elle échoue face à la Socarenam pour la construction de deux patrouilleurs légers guyanais.
En février 2015, 30 patrouilleurs sont commandés par l'Arabie Saoudite.
En août 2015, la société reçoit la commande de quatre navires de la Classe BSAH,.
En juin 2016, la marine marocaine commande un navire hydro-océanographique, le Dar al Beida livré le 26 octobre 2018.
La société commercialise aussi les navires de la Classe Gowind.